# Etagenmoos
Das diözische Etagenmoos oder Stockwerkmoos (Hylocomium splendens) ist ein häufiges Wald- und Wiesenmoos.

## Vorkommen und Verbreitung
Das Moos ist auf frischem, häufig schwach-saurem Waldboden zu finden. Es besiedelt aber auch Bergwiesen der Höhenlagen, Waldränder, Moore und Heiden. Es dringt bis in die Hochregionen der Alpen vor. Nur in Norddeutschland ist es relativ selten anzutreffen. Das Moos kommt auf der gesamten Nordhemisphäre, in Europa, weiten Teilen Asiens, in Afrika, Nordamerika und in einigen zerstreuten Beständen sogar auf Neuseeland vor.

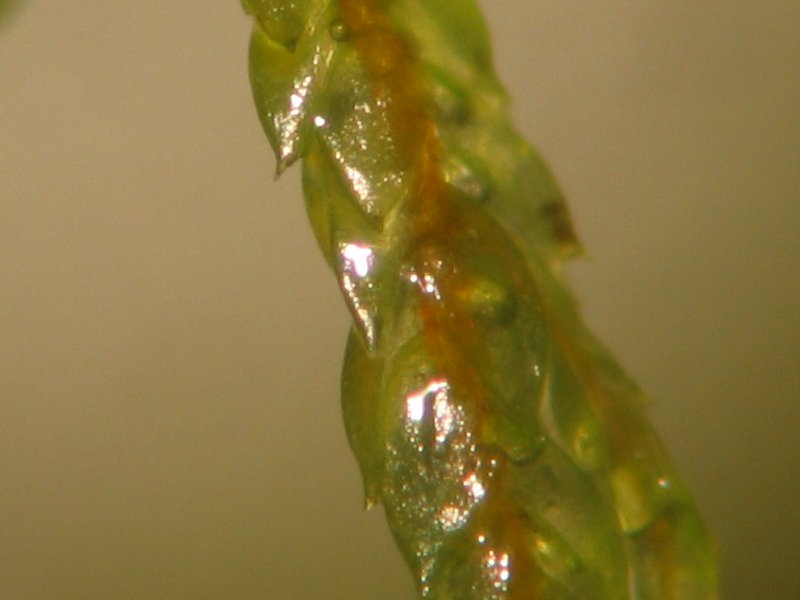
Glänzende, anliegende, eiförmige Blätter

## Erkennungsmerkmale
Das Moos bildet gelb- bis bräunlichgrüne, glänzende, oft ausgedehnte Rasen aus. Seine bis 5 cm langen, rotbraun gefärbten Stämmchen sind zwei- bis drei-fach gefiedert. Ein wichtiges Bestimmungsmerkmal sind die sogenannten Etagen. Hierbei handelt es sich um Jahrestriebe, die stockwerkartig übereinander stehen. Der oberste Abschnitt, der meist frisch gelbgrün gefärbt und nur einfach verzweigt ist, ist zugleich der jüngste Abschnitt. Er entspringt der Mitte der Oberseite des vorjährigen Zweiges. Die eilänglich geformten, dem Stämmchen anliegenden Blättchen sind schwach längsfaltig und nicht größer als 2 mm. Das Blättchen geht im vorderen Teil plötzlich in eine Spitze über. Der Blättchenrand erscheint im Mikroskop fein gesägt. Die kurze Blättchenrippe ist doppelt ausgebildet.